# Antipodia atralba
The Black và White Skipper (Antipodia atralba) là một loài bướm ngày thuộc họ Hesperiidae. Nó được tìm thấy dọc theo bờ biển của Victoria và South Australia.
Sải cánh dài khoảng 30 mm.
Ấu trùng ăn Cyperaceae species, bao gồm Gahnia ancistrophylla, Gahnia deusta và Gahnia lanigera.